# Meranoplus hilli
Meranoplus hilli é uma espécie de formiga do gênero Meranoplus, pertencente à subfamília Myrmicinae.